# إياد بن أمين مدني
 إياد بن أمين مدني (26 أبريل 1946) الأمين العام السابق لمنظمة التعاون الإسلامي، ووزيرًا سعوديًا سابقًا لوزارة الحج والعمرة، ووزارة الثقافة والإعلام (وزارة الإعلام حاليا)، وهو نائب رئيس مجلس أمناء مؤسسة الملك عبد الله بن عبد العزيز لوالديه للإسكان التنموي.

## المؤهلات
- تخرج من مدارس المدينة المنورة، وحصل على شهادة البكالوريوس في إدارة الإنتاج من جامعة أريزونا بالولايات المتحدة الأمريكية
- منح درجة الدكتوراه الفخرية من الجامعة الإسلامية العالمية بماليزيا (IIUM) في مجال العلاقات الدولية.[2]

## المناصب
- رئيس تحرير صحيفة سعودي جازيت.
- مدير عام مؤسسة عكاظ للصحافة والنشر.
- عضو مجلس إدارة الشركة الوطنية الموحدة لتوزيع الصحف.
- عضو مجلس إدارة مصلحة المياه والصرف الصحي في المدينة المنورة.
- عضو مجلس إدارة البنك السعودي الفرنسي.
- وزير الحج السعودي.
- وزير الثقافة والإعلام السعودي بعد تدوير وزارته مع الوزير الدكتور فؤاد الفارسي.
- تولى عدة مسؤوليات إعلامية قبل عمله في الدولة حيث كون مجموعة للاستشارات الإعلامية والتسويقية لتقديم الخدمات الاستشارية المتخصصة في مجالات الإعلام والاتصالات، والتسويق، وتنمية القوى البشرية.[2]

## المساهمات الاجتماعية
شارك ويشارك في عدد من الجمعيات واللجان الاجتماعية والثقافية التطويرية، منها:
○ مؤسسة الملك عبد العزيز ورجاله لرعاية الموهوبين.

○ مجلس أمنـاء «جامعة الخليج» في دولة البحرين.

○ اللجنة السعودية لتنمية التجارة الخارجية والمنبثقة عن مجلس الغرف التجارية السعودية.

○ منتدى التنمية الخليجي.

○ لجمعية الخيرية للخدمات الاجتماعية في المدينة المنورة.

○ مؤسسة الملك عبد الله بن عبد العزيز لوالديه للإسكان التنموي.

## الأوسمة
○ ميدالية تقدير من جمهورية الصين ( تايوان )

○ وسام لفارس الأكثر بروزا PSM من دولة ماليزيا.

○ وسام من الدرجة الثانية من سلطان عمان.

○ وسام Ordin Al Merito Eella Repubblica Italiana, Italy من إيطاليا.

○ خطاب تقدير خاص من فخامة رئيس الجمهورية التركية.

## استقالته من منصب الأمين العام لمنظمة التعاون الإسلامي
استقال إياد مدني من منصب الأمين العام لمنظمة التعاون الإسلامي في يوم 31 أكتوبر 2016 بسبب بعض المشاكل الصحية، ورشح وزير الشؤون الاجتماعية السابق يوسف بن أحمد العثيمين لتولي المنصب.
| سبقه محمود بن محمد سفر السفياني | وزير الحج السعودي 1420هـ - 1424هـ             | تبعه فؤاد بن عبد السلام الفارسي    |
| سبقه فؤاد بن عبد السلام الفارسي | وزير الثقافة والإعلام السعودي 1424هـ - 1430هـ | تبعه عبد العزيز بن محيي الدين خوجة |
| سبقه أكمل الدين إحسان أوغلو     | أمين عام منظمة التعاون الإسلامي 2014 - 2016   | تبعه يوسف بن أحمد العثيمين         |